# Зуєнко Лариса Павлівна
Лари́са Па́влівна Зує́нко (нар. 14 грудня 1959, Карпове Роздільнянського району Одеської області) — українська оперна співачка (сопрано). Солістка Одеського національного академічного театру опери та балету. Народна артистка України (2016).

## Життєпис
Народилась 14 грудня 1959 року в селищі Карпове тепер Виноградар  Роздільнянського району Одеської області в родині Павла Антоновича та Галини Петрівни Каліних. Великий вплив на її захоплення мистецтвом справила старша сестра Валентина Давтян (Каліна), драматична актриса, яка працювала у Вірменії. 
Лариса спочатку навчалась у Єреванській консерваторії в класі Рузани Багдасарян, а згодом закінчила Одеську консерваторію (1986, клас Г. А. Поливанової).
З 1986 — солістка Одеського національного академічного театру опери та балету.
Співала в Паризькій національній опері, в «Роял Альберт Холл» (Лондон).
Гастролювала в Австрії, Франції, Німеччині, Великій Британії, Канаді.
З 2008 року — доцент (в. о. професора) кафедри сольного співу Одеської національної музичної академії імені А. В. Нежданової.

## Звання і нагороди
- Лауреатка Міжнародного конкурсу вокалістів ім. М. Лисенка (1988, Київ, 2-а премія)
- Заслужена артистка України (2005)
- Народна артистка України (2016)

## Партії
- Оксана («Запорожець за Дунаєм» С. Гулака-Артемовського)
- Кароліна («Таємний шлюб» Д. Чимароза)
- Наталка («Наталка Полтавка» М. Лисенка)
- Віолетта, Джільда, Оскар, Леонора («Травіата», «Ріґолетто», «Бал-маскарад», «Трубадур» Дж. Верді)
- Розіна («Севільський цирульник» Дж. Россіні)
- Лючія («Лючія ді Ламмермур» Г. Доніцетті)
- Мюзетта, Мімі («Богема» Дж. Пуччіні)
- Баттерфляй, Ліу («Мадам Баттерфляй», «Турандот» Дж. Пуччіні)
- Мікаела («Кармен» Ж. Бізе)
- Дуняша («Війна і мир» С. Прокоф'єва)
- Донна Анна («Дон Жуан» Моцарта)
- Ярославна («Князь Ігор» Бородіна)
- Аїда («Аїда» Дж. Верді)